# 古格王国遗址
古格王国遗址，位于西藏自治区阿里地区札达县象泉河南岸山上，距离札达县城约18公里。这里曾是吐蕃王室后裔所建立的古格王国的中心。17世纪中叶，这里被外来的拉达克入侵者毁坏，仅存遗址。1985年，文物工作者对该遗址进行了考察。

## 历史
9世纪，阿里地区诸侯割据，高原东部的吐蕃王室后裔贝科赞之子吉德尼玛衮，在吐蕃王朝瓦解后的动乱中逃往阿里，受到布让土王扎西赞的礼遇，并将其女卓萨廓琼嫁给了吉德尼玛衮，推举吉德尼玛衮为王。吉德尼玛衮生有三子，晚年将他们分封三到三个地方，其中分到象雄的一支即古格王国。1042年，印度高僧阿底峡来阿里传教，并于1076年由古格王国在阿里举行丙辰法会，古格逐渐成为藏传佛教后弘期复兴运动之中心，影响及于西藏各地。古格末期，王室和寺院僧侣集团的矛盾日深，邻近的拉达克王又因婚姻等问题和古格王发生矛盾。1630年，古格王病重之时，喇嘛及暴动的百姓包围王宫，拉达克王趁机出兵古格，围困王宫数月，最终吞并消灭古格，改由拉达克王之子率军统治古格。
古格王国遗址自地面至山顶依山而建。现存遗址在札达县象泉河畔的一座土山上，由300余座房屋、300余孔洞窟、3座10余米高的佛塔、4座寺庙、2间殿堂、2条地下通道组成。整个遗址占地面积18万平方米，相对高差达到175米。建筑中以白殿、红殿、大威德殿、度母殿、坛城殿最壮观。古格王国遗址至今仍存有大量壁画、雕塑、石刻，价值甚高。

### 修复
1947年至1948年，德國安納加利卡‧戈文達喇嘛與印度莉‧戈塔米夫婦在《印度圖畫週報》贊助下到阿里地區攝影。他們拍攝了古格王國遺址的照片出版，在古蹟於文革時遭紅衛兵嚴重破壞後，照片成為至今紀錄古蹟原貌的唯一資料。
2010年12月12日，古格王国遗址保护维修工程开工。该工程是西藏自治区“十一五”22处重点文物保护工程项目之一，分为三部分：（1）维修古格王国遗址的建筑本体；（2）壁画的保护及修复；（3）对遗址的残墙遗迹、洞窟、边坡进行加固及山体排水治理。其中，2012年5月，古格王国遗址壁画修复工程启动，2013年12月全部完工，该工程由甘肃省敦煌研究院承担，修复壁画876平方米，包括白殿、红殿、大威德殿、度母殿、坛城殿的殿内壁画和一个护法洞窟内的壁画。
距此约20公里处，有以托林寺为主的几座寺庙遗址。距此40公里处，有多香城堡遗址。距此1公里处，有堆放着30余具残缺不全的尸体的洞穴和军事防御设施。这些都属于古格王国的统治范围。以古格王宫为中心，四周近万平方公里的范围内还有多香、芒囊、卡尔普、麦龙沟、皮央、东嘎、香孜、羌当等将近10处古遗址。

## 图片
- 古格王国遗址
- 古格王国遗址
- 古格王国遗址外的土林地貌
- 从古格王国遗址远眺
- 古格王国遗址
- 红庙近景
- 俯瞰古格遗址